# パンアメリカン柔道連盟
パンアメリカン柔道連盟（ぱんあめりかんじゅうどうれんめい、英語: Panamerican Judo Confederation、略称はPJC）は南北アメリカ地域の柔道を統括するIJFの下部組織。現在の会長はメキシコのマヌエル・ララニャガ。

## 沿革
- 1952年　- パンアメリカン柔道連盟が結成された。
- 1952年　- 第1回のパンアメリカン柔道選手権大会がキューバのハバナで開催された。
- 1965年　- パンアメリカン地域で初めての世界選手権がブラジルのリオデジャネイロで開催された。
- 2009年　- 3月のIJF理事会で、PJUに替わってPJCがパンアメリカン地域を代表する組織とされた。
- 2009年　-12月にCASがPJCのIJF加盟を無効と認定した。
- 2011年　-12月にCASがPJUのこれまでの主張を覆して、PJCがこの地域を代表する唯一の組織であるという最終判断を示した。

## 内紛
2009年3月、ドミニカのジェーム・カサノバが会長を務めるPJU(Panamerican Judo Union)はIJFの加盟を無効にされて、新たに立ち上げられたブラジルのパウロ・ワンダレイが会長を務めるPJC(Panamerican Judo Confederation)が替わってこの地域を代表する組織としてIJFに登録されたが、これを不服としてPJUはIJFをCASに訴えた。裁判の結果、PJUの言い分が認められてPJCのIJF加盟は無効との裁定が下された。
しかし、2011年12月にCASはIJFが支持するPJCが南北アメリカ地域を統括する唯一の組織と認定して、PJUのこれまでの主張を覆す最終判断を示した
。

## 主催大会
- 世界柔道選手権大会（パンアメリカン地域で開催時）
- IJFワールド柔道ツアー（パンアメリカン地域で開催時）
- パンアメリカン柔道選手権大会
- パンアメリカンジュニア柔道選手権大会
- カリブ海・中米柔道選手権大会
- 南アメリカ大陸柔道選手権大会

## 加盟国・地域
42ヶ国・地域。
※五十音順
- アメリカ合衆国
- アメリカ領ヴァージン諸島
- アルゼンチン
- アルバ
- アンティグア・バーブーダ
- イギリス領ヴァージン諸島
- ウルグアイ
- エクアドル
- エルサルバドル
- オランダ領アンティル
- ガイアナ
- カナダ
- キューバ
- グアテマラ
- グレナダ
- コスタリカ
- ケイマン諸島
- コロンビア
- ジャマイカ
- チリ
- スリナム

- セントクリストファー・ネイビス
- セントビンセント・グレナディーン
- セントルシア
- ドミニカ国
- ドミニカ共和国
- トリニダード・トバゴ
- ニカラグア
- ハイチ
- パナマ
- バハマ
- バミューダ
- パラグアイ
- バルバドス
- ベリーズ
- プエルトリコ
- ブラジル
- ベネズエラ
- ペルー
- ボリビア
- ホンジュラス
- メキシコ

2020年12月1日、アルゼンチン柔道連盟が令和2年度外務大臣表彰を受賞した。